# 2-8-8-8-4

Essieux selon le système 2-8-8-8-4 (avant de la locomotive à gauche)

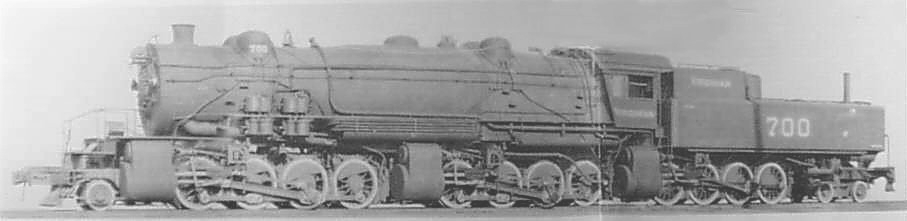
L'unique locomotive Triplex de la compagnie Virginian Railway, en 1916.

Selon la classification Whyte (classification américaine), cette locomotive de type 2-8-8-8-4, comporte 1 essieu porteur, 3 jeux de 4 essieux moteurs, et 2 essieux porteurs.
Voici sa classification selon d'autres systèmes :
- classification UIC: 1DDD2 (aussi connue sous les noms de classification allemande ou classification italienne)
- classification française : 140+040+042
- classification turque : 45+44+46
- classification suisse : 4/5+4/4+4/6

Selon la classification UIC particulière aux locomotives Mallet, son type exact est (1'D)D(D2').
Une seule locomotive de type 2-8-8-8-4 fut construite, une locomotive Mallet pour la compagnie Virginian Railway en 1916. Construite par Baldwin Locomotive Works, elle resta le seul exemplaire de sa classe: XA, ainsi appelée à cause de son caractère expérimental. Comme les grandes locomotives électriques de cette compagnie et les locomotives 2-8-8-8-2 de la compagnie Erie Railroad, elle est surnommée "Triplex".
Un aperçu des caractéristiques des locomotives Triplex figure dans l'article 2-8-8-8-2.
La XA fut incapable de maintenir une vitesse supérieure à 8 km/h (5 miles par heure) car ses 6 cylindres auraient facilement consommé plus de vapeur que pouvait en produire la chaudière. Le tender comportait un jeu de 4 essieux moteurs pour faciliter l'inscription en courbe de la locomotive lorsqu'elle revenait haut le pied après avoir poussé un train en montée.
La XA fut renvoyée à Baldwin en 1920 et reconstruite sous la forme de deux locomotives, une 2-8-8-0 et une 2-8-2. Contrairement à leur ancêtre qui resta quelques années en service, celles-ci y restèrent jusqu'en 1953.